# Сальский Кагальник
Са́льский Кагальни́к — хутор в Мартыновском районе Ростовской области.
Входит в состав Малоорловского сельского поселения.

## Население
| 2010 |
| ---- |
| 906  |

## Улицы
| - пер. Зелёный - ул. Молодёжная - ул. Подгорная - ул. Почтовая | - ул. Профсоюзная - ул. Центральная - ул. Школьная - ул. Южная |